# La shampista
La shampista è un singolo del gruppo musicale Il Pagante, pubblicato il 21 febbraio 2016 ed estratto dall'album in studio Entro in pass.

## Descrizione
La canzone viene pubblicata negli store digitali il 21 febbraio 2016 con relativo video ufficiale caricato sul canale ufficiale della casa discografica Warner Music Italy di YouTube nello stesso giorno. Il singolo è un remake del pezzo La regina del Celebrità del gruppo musicale 883. Nella canzone de Il Pagante la regina diventa quella del social network Instagram, inaccessibile alla maggior parte degli uomini. Il brano riprende le sonorità degli anni 1990.
La pubblicazione della canzone è stata preceduta da cinque clip pubblicate sulla pagina ufficiale Facebook, in cui vengono raccontate le storie della shampista. Il video ufficiale è diretto da Andrea Gallo e vede la produzione della E Ventures srl. Max Pezzali e Pier Paolo Peroni, rispettivamente voce degli 883 e produttore discografico, partecipano in alcuni frammenti iniziali della clip. Protagonisti del video sono Ludovico Migliavacca, che interpreta il pagante, e Francesca Semenza, nel ruolo della shampista. Il singolo viene presentato per la prima volta in live l'11 febbraio 2016 ai Magazzini Generali di Milano.
Il pezzo viene inserito nel primo album in studio del gruppo dal titolo Entro in pass, pubblicato il 16 settembre 2016 per l'etichetta discografica Warner Music Italy come traccia numero quattro.
La shampista entra nella settimana d'uscita nella posizione numero 71 della classifica FIMI singoli, rimanendo nella top 100 per un totale di due settimane. Nella settimana diciannove del 2017 la canzone viene certificata disco d'oro.

### La shampista
A partire dal 7 febbraio 2016 vengono caricate sulla pagina ufficiale Facebook del gruppo musicale alcune pillole dal titolo La shampista che narrano le vicende della shampista in diverse situazioni della sua vita. Nelle clip appare sia l'attrice Francesca Semenza che i membri del gruppo.
| nº | Titolo                        | Pubblicazione    |
| -- | ----------------------------- | ---------------- |
| 1  | La shampista in università    | 7 febbraio 2016  |
| 2  | La Shampista al sushi         | 10 febbraio 2016 |
| 3  | La Shampista in palestra      | 13 febbraio 2016 |
| 4  | La Shampista dal parrucchiere | 16 febbraio 2016 |
| 5  | La shampista e lo shopping    | 19 febbraio 2016 |

## Tracce
1. La shampista – 3:33 (Cremona)

## Formazione

### Gruppo
- Roberta Branchini - voce
- Federica Napoli - voce
- Eddy Veerus - voce

### Produzione
- Merk & Kremont, Sissa - produzione

## Classifiche
| Classifica (2016) | Posizione massima |
| ----------------- | ----------------- |
| Italia            | 71                |